# Docolamia incisa
Docolamia incisa is een keversoort uit de familie boktorren (Cerambycidae). De wetenschappelijke naam van de soort is voor het eerst geldig gepubliceerd in 1944 door Breuning.